# Criterion Games
Criterion Games (službeno Criterion Software) je engleska tvrtka sa sjedištem u Guildfordu. Bavi se proizvodnjom videoigara, od kojih su najpoznatiji serijali Burnout i Need for Speed (od 2009. godine). Tvrtka je osnovana 1993. godine, a od 2004. je po vlasništvom Electronic Artsa.

## Povijest
Criterion Software Ltd je osnovan da bi komercijalizirao 3D grafičku tehnologiju. Njegovi osvnivači su David Lau-Kee i Adam Billyard, u usuradnji s Canon European Research Lab-om. Criterion Software je tvrtka specijalizirina za "RenderWare engine obitelj tehnologije", uključujući računalnu grafiku, UI, i sl. RenderWare engine se koristi u videoigrama poput Grand Theft Auto III, Grand Theft Auto: Vice City i Grand Theft Auto: San Andreas, koje je proizveo Rockstar Games, kao i u Burnout serijalu, koje je proizveo sam Criterion Games.
U kolovozu 2004., Electronic Arts je najavio kupnju Criterion Softwarea za 40 milijuna funti. Nakon toga, u prodaju je izašao Black, first-person shooter videoigra s radnjom smještenom u Istočnoj Europi i s akcijskim senzibiltetom sličnom Burnout serijalu.
Na ljeto 2006. godine, tvrtka je zatvorila svoj satelitski ured "Derby", a sve je zaposlenike otpustila. Početkom ožujka 2007., EA je spojio Criterion Games i svoju britansku podružnicu u Chertseyju, te novo sjedište tvrtke premjestio u Guildford, gdje je sad oko 500 zaposlenika. 
10. lipnja 2009., najavljeno je da Criterion Games nastavlja rad na proslavljenom Need for Speed serijalu.

## Videoigra
| Videoigra                     | God.  | Platforme                                  |
| ----------------------------- | ----- | ------------------------------------------ |
| Scorched Planet               | 1996. | Microsoft Windows                          |
| Sub Culture                   | 1997. | Microsoft Windows                          |
| Redline Racer                 | 1998. | Microsoft Windows                          |
| Trickstyle                    | 1999. | Dreamcast, Microsoft Windows               |
| Suzuki Alstare Extreme Racing | 1999. | Dreamcast                                  |
| Deep Fighter                  | 2000. | Dreamcast, Microsoft Windows               |
| Burnout                       | 2001. | PlayStation 2, Xbox, GameCube              |
| Airblade                      | 2002. | PlayStation 2                              |
| Burnout 2: Point of Impact    | 2002. | PlayStation 2, Xbox, GameCube              |
| Burnout 3: Takedown           | 2004. | PlayStation 2, Xbox                        |
| Burnout Revenge               | 2005. | PlayStation 2, Xbox, Xbox 360              |
| Black                         | 2006. | PlayStation 2, Xbox                        |
| Burnout Paradise              | 2008. | PlayStation 3, Xbox 360, Microsoft Windows |
| Need for Speed (nastavak)     | 2010. |                                            |

## Vanjske poveznice
- Službena stranica
- Criterion Software  Arhivirana inačica izvorne stranice od 4. travnja 2012. (Wayback Machine) na MobyGames